# Ben Ahmed
Ben Ahmed (arabiska: بن أحمد) är en stad i Marocko. Den ligger i provinsen Settat och regionen Casablanca-Settat, 110 km söder om huvudstaden Rabat. Antalet invånare var 33 105 vid folkräkningen 2014.